# Z'ha'dum (planetă fictivă)
În universul fictiv Babylon 5, Z'ha'dum este lumea de origine a unei rase străvechi, misterioase, cunoscute sub numele de Umbrele. Planeta este aproape de marginea galactică. Umbrele se întorc pe această planetă de fiecare dată când sunt învinse,  totul până la plecarea lor finală din galaxie în anul 2261 împreună cu restul Primilor rămași. 

## Etimologie
Numele "Z'ha'dum" a fost inspirat din "Khazad-dûm" al lui JRR Tolkien, numele dat de gnomi Moriei din Pământul de Mijloc.     

## Teren
Z'ha'dum are lanțuri montane extinse compuse din roci magmatice și câmpuri de lavă de la vulcanii din obsidian strălucitor, care se află peste câmpii acoperite de sedimente. Modelele meteo sunt violente, furtunile de praf acoperind un sfert din suprafața planetei la un moment dat. Structurile Umbrelor acoperă 30% din suprafața planetei, deși majoritatea habitatelor acestora sunt sub pământ.     

## Istorie

### Înainte de 2261
Până în secolul XXI, planeta a fost devastată de războaiele anterioare. Drept urmare, Umbrele au început să trăiască în subteran. Tot ce este lăsat la suprafață sunt câteva ruine. Atmosfera nu este respirabilă pentru oameni, care necesită măști de oxigen pentru a se deplasa pe planetă. 
Icarus, o navă spațială de cercetări științifice a Pământului găsește Umbrele și, din neatenție, le trezește din lunga lor hibernare. După aceea, Umbrele oferă echipajului o șansă de a accepta să lucreze cu ei. Morden este de acord să facă acest lucru și devine legătura dintre Umbre, Republica Centauri și guvernul președintelui Clark pe Pământ. Alții care refuză, precum Anna Sheridan, sunt fie omorâți în mod direct, fie luați și conectați la navele Umbrelor pentru a acționa ca unități centrale de procesare. Umbrele construiesc un complex la suprafață pentru a găzdui acei oameni care au fost de acord să ajute Umbrele. 
Când Umbrele află că Anna Sheridan este conectată  la navele Umbrelor, o îndepărtează și o trimite pe Babylon 5 pentru a-l readuce pe John Sheridan în lumea de origine a Umbrelor în episodul Z'ha'dum. Sheridan descoperă că Anna a fost conectată la navele Umbrelor și că personalitatea ei a fost distrusă în acest proces. Când Umbrele încearcă să-l atace, el trage spre Umbra care se apropie și scapă într-un balcon cu vedere spre capitala Umbrelor. El a ordonat apoi naveiWhite Star să coboare prin dom în oraș cu cele două dispozitive nucleare la bord pentru a le detona. După ce a auzit vocea lui Kosh, Sheridan sare în groapa mare de sub balcon. Steaua Albă explodează, ucigând-o pe Anna Sheridan, rănindu-l pe Morden și distrugând capitala Umbrelor. 

### 2261
După ce capitala este distrusă, Sheridan se trezește în subteran, cu un alt personaj denumit Lorien. Sheridan afla în curând că acesta nu este doar unul dintre „Primii“ (un grup de mai multe dintre cele mai vechi rase din Galaxie), ci mai degrabă prima ființă simțitoare din Calea Lactee. De asemenea, Lorien este motivul prezenței Umbrelor pe Z'ha'dum în ultimele milenii. Planeta de origine a umbrelor este necunoscută, dar ei revin întotdeauna pe Z'ha'dum din motivul singular că este locul în care Lorien alege să locuiască. Această reverență pentru Lorien din partea umbrelor pare să dateze de pe vremea când chiar rasa lor antică era tânără, iar Lorien era profesorul și ghidul lor. Cu toate acestea, în lumina alegerilor și faptelor greșite ale Umbrelor, Lorien consideră că acesta este un gest fără valoare. 

## Citate
- „Z'ha'dum este lumea de origine a Umbrelor. Nimeni nu pleacă de aici la fel cum a ajuns”. - Delenn
- - Dacă te duci pe Z'ha'dum, vei muri. - Kosh către John Sheridan
- „Asta este? Zici că e Iadul. " - Alfred Bester